# Excitable Boy
Excitable Boy är ett musikalbum av Warren Zevon som lanserades i januari 1978 på Asylum Records. Albumet som var hans tredje studioalbum blev Zevons kommersiella genombrott i USA, och han fick en av sina största singelhits med "Werewolves of London" som nådde tjugoförstaplatsen på Billboard Hot 100. Det är hans enda studioalbum som sålt platina i USA, och inget annat av hans album har nått högre listplacering på Billboard 200.

## Låtlista
(låtar utan angiven upphovsman skrivna av Warren Zevon)
1. "Johnny Strikes Up the Band" – 2:49
2. "Roland the Headless Thompson Gunner" (David Lindell, Zevon) – 3:47
3. "Excitable Boy" (LeRoy Marinell, Zevon) – 2:40
4. "Werewolves of London" (Marinell, Waddy Wachtel, Zevon) – 3:27
5. "Accidentally Like a Martyr" – 3:37
6. "Nighttime in the Switching Yard" (Jorge Calderón, Lindell) – 4:15
7. "Veracruz" (Calderón, Zevon) – 3:30
8. "Tenderness on the Block" (Jackson Browne, Zevon) – 3:55
9. "Lawyers, Guns and Money" – 3:29

## Listplaceringar
- Billboard 200, USA: #8[1]
- RPM, Kanada: #14[2]
- Nya Zeeland: #12[3]